# Adamsfjorden
Adamsfjorden (nordsamisk: Áttánvuotna) er en fjordarm af Storfjorden og Laksefjorden i Lebesby kommune i Finnmark fylke i Norge. Fjorden går  2,5 km mod sydøst til Adamsfjord i enden af fjorden.
Fjorden har indløb mellem Indre Adamsfjordklubben i nord og Adamsfjordholmen i syd. På nordvestsiden går den lille fjordarm Geazzevuotna mod nordøst. Fjorden er 41 meter på det dybeste, omkring midt i fjorden. 
Fylkesvej 98 går langs østsiden af fjorden. de lavvandede områder inderst i fjorden er beskyttet som Adamsfjord naturreservat, og her ligger Adamsfossen (no) hvor Adamselven (no) løber ud.